# 王芷香
王芷香（1897年—1930年3月19日），幼名阿湘，名菘，字懺儂、芷香，又號棄兒，以字行，臺灣詩人，出生於臺南市上橫街。:51-52:三:3

## 生平
王芷香天性聰明，喜愛讀書，家境也相對富裕。1913年，王芷香加入南社，兩年後與陳逢源、吳子宏、 洪坤益另組春鶯吟社。:58同時，王芷香也參加了1923年成立的桐侶吟社，該詩社同為南社的少壯詩人所組成，而王芷香則擔任顧問。:29、1941920年至1923年，王芷香曾短暫擔任《南報》的漢文部編輯。:31
1920年，王芷香結婚。:193由於父親寵愛妾室陳鳳，王芷香不堪陳鳳虐待，精神狀況逐漸出現問題。1925年，王芷香被陳鳳以管教之名囚禁，後由許丙丁、南社成員、岳父等人救出。晚年，王芷香鬱鬱寡歡。:31930年3月19日，王芷香因痢疾過世，年僅三十四歲。:51-52王芷香過世後，詩友多作文章哀悼王芷香早逝。:14

## 作品
王芷香的詩作在文學社團當中頗受讚賞，比如詩人許丙丁讚其「作詩清新哀艷」，並且在精神狀況走下坡之前熱衷參與詩社活動，擔任吹笛等餘興角色，相關文獻中多可看見王芷香的名字。:3而在王芷香「發狂」後，許丙丁仍在〈薄命詩人王芷香〉一文給出了「益狂而詩益工」的正面評價。:14
王芷香的《懷玉軒詩集》由詩友整理而成，當中少有詩作存世，只有一些詩作散佈在舊《臺南文化》雜誌的三卷三期、三卷四期和四卷一期中。《臺南文化》三卷三期收錄了四首詩，其中〈古劍〉和〈杏花〉只保留了詩的題目，內容已經失傳；而〈曉粧〉和〈聽漏〉是七律詩，都有年份記載，分別是癸丑年和甲寅年。〈曉粧〉的詩題下還附有註解，寫著「時年十八與槐哥同入南社」。《臺南文化》三卷四期收錄了她的五首詩，其中〈擊缽吟〉和〈花氣〉是七言絕句，〈鏡聽〉、〈倦繡〉和〈桃花〉是七律詩，《臺南文化》四卷一期則收錄了七首詩，其中〈酒痕〉和〈鶯〉是七言絕句；〈竹溪修禊分得灰字〉和〈杜少陵〉是七律；〈岳武穆〉是五律；還有三首七言絕句，分別是〈野鶴〉的兩首和〈採蓮曲〉一首。從現存的詩作內容來看，王芷香的詩風偏向柔和婉約，具有女性閨房情懷，像是〈曉粧〉、〈聽漏〉、〈鏡聽〉、〈倦繡〉等都屬於這個風格。同時也有懷古的作品，像是〈杜少陵〉和〈岳武穆〉。

## 註解
1. ↑  此處生卒年採用彭瑞金《臺南市文學小百科》版本。